# Facultad de Medicina de Baylor
Baylor College of Medicine (BCM), ubicado en el Centro Médico de Texas en Houston, Texas, Estados Unidos, EE.UU., es una escuela de medicina y un centro para la investigación biomédica y la atención clínica. La escuela, situada en el centro médico más grande del mundo tiene afiliaciones con ocho hospitales universitarios, entre ellos: Hospital Infantil de Texas, el Nivel I Trauma Center Ben Taub General Hospital, University of Texas MD Anderson Cancer Center, The Methodist Hospital, El Instituto para la Rehabilitación e Investigación (TIRR), Menninger Clinic, The Michael E. DeBakey Veterans Affairs Medical Center y el Hospital Episcopal San Lucas.
La facultad de medicina ha sido siempre considerada uno de los mejores programas en el país y es particularmente conocida por tener la menor matrícula entre todas las escuelas privadas de medicina en los EE.UU.
Su Escuela de Graduados de Ciencias Biomédicas representa el 10 por ciento de todas las escuelas de postgrado en los Estados Unidos. El 21 de junio de 2010, el Dr. Paul Klotman fue nombrado como nuevo Presidente y Director General del Colegio Baylor de Medicina.

## Historia
La escuela fue fundada en 1900 en Dallas, Texas, por un pequeño grupo de médicos que pretendían mejorar la práctica médica en el Norte de Texas. Originalmente llamada la Universidad de Dallas Departamento Médico, la escuela abrió sus puertas el 30 de octubre de 1900, con 81 estudiantes. En 1903, una alianza con la Universidad de Baylor en Waco fue formada y el nombre cambió a la Universidad de Baylor College of Medicine.
En 1918, Baylor University College de Medicina era la única escuela privada de medicina en Texas. La Fundación MD Anderson invitó a la Universidad de Baylor College para unirse al recién formado Centro Médico de Texas en 1943. El Colegio abrió sus puertas en el centro médico el 12 de julio de 1943, en un antiguo Sears, Roebuck & Co. edificio, con 131 estudiantes. Cuatro años más tarde, el Colegio se trasladó a su actual sede en el Roy y Lillie Cullen Building, el primer edificio terminado en el Centro Médico de Texas.
En 1948, Michael E. DeBakey se unió a la facultad como presidente del Departamento de Cirugía, y al año siguiente, la Escuela de Graduados de Ciencias Biomédicas logró establecerse. El prestigio de la escuela ascendió en la década de 1950 cuando las técnicas quirúrgicas innovadoras Dr. DeBakey atrajeron la atención internacional. En la década de 1960, la universidad sufrió su primera gran expansión.
En 1969, el Colegio de la Universidad de Baylor se convirtió en una institución independiente, lo que le permitió el acceso a la financiación de la investigación federal. El nombre de la institución cambió a Baylor College of Medicine. Ese mismo año, el Colegio firmó un acuerdo con la legislatura estatal para duplicar su tamaño de la clase con el fin de aumentar el número de médicos de Texas.
En 2005, el Colegio Baylor de Medicina inició el proceso de construcción de un hospital y la clínica, nombrándolos Hospital Baylor, programado para abrir en el 2011. En 2009, la universidad pospuso la construcción debido a la falta de fondos, con la cubierta exterior del hospital terminado y los interiores que quedan pendientes. En marzo de 2012, BCM decidió convertir el edificio en una consulta externa en el centro clínico. en 2009, BCM inició conversaciones con la Universidad de Rice en relación con una posible fusión entre las dos instituciones de Houston. Después de extensas reuniones, las juntas de ambas instituciones decidieron que cada escuela se mantendría independiente. En 2010, la Universidad de Baylor entró en conversaciones con BCM al fortalecimiento de lazos entre sí, sin embargo, la junta BCM decidió que seguiría siendo una institución independiente por el momento.

## La escuela de medicina
Cada año, la escuela de medicina matricula alrededor de 172, alrededor del 75% de los cuales son residentes de Texas. En 2010, el promedio GPA de pregrado fue 3,80 y la puntuación media fue de 33,1 MCAT En el 2013, EE.UU. News and World Report top rankings de escuelas de medicina en el Baylor College de Medicina ocupó el puesto 21 para investigación y 49 para la atención primaria por lo que es el más alto ranking escuela de medicina en Houston.
El Colegio Baylor de Medicina es la única escuela de medicina privada en la región suroeste de los Estados Unidos, y tiene la menor matrícula de todas las escuelas de Estados Unidos médicas.
Baylor es una de las pocas escuelas de medicina en los Estados Unidos, que se estructura con un plan de estudios acelerado 1,5 años preclínica (los otros son Columbia University College de Médicos y Cirujanos en Nueva York, la Universidad de Pennsylvania School of Medicine en Filadelfia, Pennsylvania, Universidad de Virginia Facultad de Medicina y la Escuela de Medicina de la Universidad Emory en Atlanta, Georgia). BCM tiene cerca de 4.000 profesores funcionarios (incluyendo profesores hospital afiliado, profesores eméritos y voluntario) con una relación docente-alumno de 5 a 1.
El Colegio Baylor de Medicina es también uno de sólo 45 centros médicos en los Estados Unidos en ofrecer un programa científico de la formación médica. Este programa patrocinado por el gobierno federal y altamente competitivo permite a los estudiantes excepcionalmente bien calificados estudiar para un MD combinado y un doctorado en una ciencia médica. Por lo general, 8-12 estudiantes son aceptados en este programa por año, y reciben una educación gratuita, además de un estipendio de $ 29.000 por año académico.

## Escuela de graduados
Su Escuela de Graduados de Ciencias Biomédicas se colocó en el lugar 26 para el mejor Ph.D. programa en las ciencias biológicas. Adicionalmente, varios departamentos individuales ganaron particularmente fondos del NIH, recibiendo varios “Top Ten” ranking por el NIH en el 2005:
•	No. 1: Biología molecular y biología celular; Genética molecular, genética humana y pediátrica.
•	No. 2: Bioquímica y biología molecular.
•	No. 8: Neurociencias.
En general, en el 2005 BCM se colocó en el lugar 13 en términos de financiación de la investigación de los National Institutes of Health. Aunque este sistema de clasificación fue interrumpido después del 2005 desde que erróneamente fue evaluado su financiación real a las instituciones. The US News del 2010 el cual usa un diferente criterio para valoración por lo tanto evalúa la escuela de graduados y no evalúa departamentos individuales.
Thomson Science Watch, que cuantifica las citas por cada papel de trabajo publicado entre el 2005-2009, colocados BCM en el octavo lugar en biología molecular y genética, el lugar 16 en neurobiología y comportamiento y en cuarto lugar en pediatría. BCM también se colocó en el quinto lugar en una lista de las instituciones con mayor impacto en el campo de la neurociencia entre 2001 y 2005.
La facultad de investigación de la BCM incluye 6 miembros de la National Academy of Sciences y 3 miembros de la Howar Hughes Medical Institute.
Muchos departamentos de la escuela de graduados collaboran con Rice University y otras instituciones dentro de Texas Medical Center. Actualmente, 489 estudiantes están inscritos en uno de los catorce diferentes PhD programas. Estos programas son:

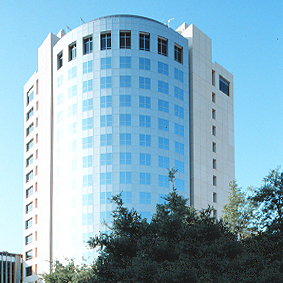
Baylor College of Medicine (BCM)

•	Biología molecular y bioquímica.
•	Inmunología.
•	Biología molecular y biología celular.
•	Genética molecular y genética humana.
•	Fisiología molecular y biofísica.
•	Virología molecular y microbiología.
•	Neurociencia.
•	Farmacología.
•	Ciencias cardiovasculares.
•	Biología celular and Biología molecular.
•	Biología del desarrollo
•	Biología estructural y computacional y Biofísica molecular.
•	Biología transicional y medicina molecular.
•	Programa de Entrenamiento Clínico Científico.

## Investigación Biomédica
Baylor College of Medicine ha dedicado más de 800.000 pies cuadrados (70,000 m²) de su espacio para la investigación de laboratorio y estará añadiendo otros 322000 en los próximos años. De acuerdo a la Fundación Nacional de la Ciencia 2004, BCM se colocó en el sexto en R&D en las ciencias de la vida, detrás de la UCSF, Johns Hopkins, UCLA, Universidad de Washington y la Universidad de Pensilvania. Ubicado dentro de este espacio de la investigación están centros excepcionales como son:
•	BCM's Human Genome Sequencing Center
•	The Human Neuroimaging Lab
•	The Dan L. Duncan Cancer Center
•	The Center for Cell and Gene Therapy
•	The Huffington Center on Aging
•	The Influenza Research Center
•	The National Center for Macromolecular Imaging
•	The W.M. Keck Center for Computational Biology
•	The Epigenomics Data Analysis and Coordination Center
•	State-of-the-art core facilities, including microscopy, DNA sequencing, microarray, and protein sequencing
•	One of the largest transgenic mouse facilities in the country

## Programa de graduados en enfermería de anestesia
Baylor College of Medicine alberga uno de los programas de anestesia de alta clasificación de enfermería en el país. Actualmente aceptan 15 estudiantes por año, los aplicantes son los estudiantes más brillantes en el cuidado de enfermería crítica, cada uno posee experiencia en una variedad en distintas áreas. El programa es académicamente de carga frontal con estudiantes que empiezan sus cursos en enero y dura 18 meses de preparación de comprensión didáctica antes de ingresar en la capacitación de anestesia clínica.
Experiencias clínicas de anestesia se han realizado dentro del distinguido Texas Medical Center, e incluye una gran variedad de especialidades como son pediatría, obstetricia, cardiovascular y anestesia del trauma. La fase clínica de programa es de 18 meses de duración y permite a los graduados para entrar en la práctica como competentes, bien equipadas, anestesista con doctorado. Además, durante sus entrenamiento, los estudiantes tienen muchas oportunidades para mejorar las habilidades no clínicos, como liderazgo e investigación, con profesores reconocidos a nivel nacional.
La transición en 2011, el BCM GPNA ahora ofrece una post-maestría para los practicantes anestesistas interesados en obtener su doctorado en práctica para enfermería (DNP). Durante 24 meses, el curriculum se enfocará en la producción de líderes en práctica clínica así como la investigación sanitaria, la educación, la política. Los Graduados adoptarán la innovación, tecnología y los enfoques basados en la evidencia dentro de una cultura del aprendizaje permanente.

## Programas de Asistente Médico
El Baylor College of Medicine es también el hogar de un Asistente Médico (PA). Cuarenta estudiantes de PA son aceptados cada año. Para los estudiantes que ingresaron al PA en 2004, el puntaje promedio fue 3,70 y la media de la puntuación de GRE 1169 fue verbal / cuantitativo y 4,9 analítica. Baylor College of Medicine clasificó 7 º en las Noticias de EE.UU. 2007 y World Report para las escuelas asistente médico. La tasa de aprobación general de todos los graduados del Programa de PA en el Examen Nacional de Certificación de Asistente Médico es del 97 por ciento, con una tasa de aprobación del 100 por ciento en los últimos ocho años.

## Capacitación durante la residencia
Baylor College of Medicine ofrece capacitación en una amplia variedad de especialidades. Departamentos notables en la universidad incluyen el Departamento de Pediatría, dirigido hasta 2008 por el famoso pediatra Dr. Ralph Feigin y actualmente por el Dr. Mark Kline, un experto mundial en VIH pediátrico, y el Departamento de Cirugía fundada por el Dr. Michael E. DeBakey, el cirujano cardiotorácico de renombre mundial.

## Alojamiento para estudiantes
Baylor College of Medicine tiene alojamiento para estudiantes. Gracias a que los estudiantes de Baylor están afiliados con el Centro Médico de Texas, tienen derecho de vivir en los apartamentos de la torre Favrot. Sin embargo, estos han cerrado desde agosto 2012 La minoría de los residentes dependientes de Farvot son divididos a escuelas de Houston Independent School District. Las escuelas son Roberts Elementary School, Ryan Middle School, y Lamar High School.

## Afiliaciones Hospitalarias
BCM está afiliado con muchos de los hospitales que conforman el Texas Medical Center, el centro médico más grande del mundo. Las afiliaciones de BCM incluyen:
- Texas Children's Hospital
- The University of Texas M. D. Anderson Cancer Center
- The Methodist Hospital
- St. Luke's Episcopal Hospital & The Texas Heart Institute
- Michael E. DeBakey Veterans Affairs Medical Center
- Ben Taub General Hospital
- Memorial Hermann Healthcare System|Memorial Hermann - The Institute for Rehabilitation and Research
- Menninger Clinic

Cooperating Patient Care Institutions:
- Community Health Centers
- Cullen Bayou Place
- DePelchin Children's Center
- Houston Child Guidance Center
- Jewish Family Service Cancer Center
- Kelsey-Seybold Clinic
- Park Plaza Hospital
- Quentin Mease Hospital
- Seven Acres Jewish Geriatric Center
- Houston Shriners Hospital (orthopedic)
- Thomas Street AIDS Clinic
- Woman's Hospital of Texas

Methodist Hospital ha sido el principal hospital privado de enseñanza de Baylor por muchas décadas. Baylor y Methodist disolvieron algunas de sus conexiones durante un conflicto en 2004 por razones que parecen girar en torno a un centro de atención ambulatoria programada y la propiedad de las prácticas de los médicos privados. Baylor y Methodist tienen un gran número de afiliaciones importantes, sin embargo, los estudiantes de medicina de Baylor y los residentes continúan girando a través de The Methodist Hospital. Mientras tanto, Baylor ha fortalecido sus vínculos con otros hospitales del Centro Médico como el MD Anderson y San Lucas, lo que lleva, por ejemplo, a la reciente decisión de presidente del MD Anderson de la neurocirugía ser también presidente de Baylor.
Baylor inicio planes de construir su propio hospital y clínica después de disolver las relaciones con el Methodist Hospital. La Clínica Baylor se encuentra actualmente en operación y las 600 camas sin fines de lucro y los exteriores están completos pero la construcción en los interiores esta actualmente suspendida debido a las preocupaciones económicas. El Hospital se localizará en el Texas Medical Center en el Campus de McNair de Baylor College of Medicine cerca de Michael E. DeBakey Veterans Affairs Medical Center en Old Spanish Trail. Una vez que el edificio del hospital esté totalmente terminado la Clínica Baylor se moverán de su ubicación actual al Campus McNair.

## Iniciativa pediátrica internacional de Baylor contra el SIDA
La iniciativa pediátrica internacional de Baylor contra el SIDA en el Baylor College of Medicine y Texas Children's Hospital se estableció en 1996, y rápidamente se convirtió en el programa universitario más grande del mundo dedicado al cuidado y tratamiento pediátrico y familiar del SIDA, la capacitación profesional de la salud y la investigación clínica. Baylor construyó los dos centros de cuidado y tratamiento de niños y familias infectadas de VIH más grandes del mundo, the Romanian-American Children's Center en Constanta, Romania en 2001, y el Botswana-Baylor Children's Clinical Center of Excellence en Gaborone, Botsuana en 2003. Estos centros han transformado la atención y tratamiento de VIH / SIDA pediátrico en los dos países, por lo que Rumania y Botsuana dos de unos pocos países preciosos en todo el mundo donde los niños están representados proporcionalmente entre quienes aceden al tratamiento y cuidado de VIH/SIDA. BIPAI ha replicado estos éxitos en Uganda, Lesotho, Suazilandia, Malawi y Tanzania, donde ha entrado en colaboración con los Ministerios de Sanidad para ampliar el cuidado y tratamiento pediátrico contra el VIH/SIDA, construir y abrir nuevos centros clínicos de excelencia para niños.
BIPAI también ha creado el Pediatric AIDS Corps, un programa modelo para colocar hasta 250 pediatras estadounidenses y especialistas en enfermedades infecciosas en los centros africanos para ampliar enormemente la capacidad de tratamiento pediátrico del VIH / SIDA y el tratamiento y la capacitación profesional de la salud. Los principales financiadores de las actividades BIPAI incluyen NIH, los Centros para el Control y Prevención de Enfermedades (CDC), la Fundación Bristol-Myers Squibb, Abbott Laboratories, y numerosas fundaciones privadas y corporativas.